# Hermann Hagen (Politiker, 1898)
Hermann Hagen (* 1898; † 1980) war ein deutscher Kommunalpolitiker.

## Leben
Hagen wurde 1933 an der Ruprecht-Karls-Universität Heidelberg zum Dr. phil. promoviert. 1935 folgte an der Technischen Hochschule Fridericiana zu Karlsruhe die Erlangung der Würde eines Doktors der technischen Wissenschaften. Er war später als Privatdozent an der Technischen Hochschule Karlsruhe tätig.
Am 20. August 1954 wurde Hagen als Nachfolger von Josef Amann vom Gemeinderat zum Ersten Bürgermeister und Stellvertreter des Oberbürgermeisters von Heidelberg gewählt. Er amtierte bis zu seinem Eintritt in den Ruhestand 1963; ihm folgte Georg Adam Klemm nach.
1978 wurde Hagen mit der Verdienstmedaille des Landes Baden-Württemberg ausgezeichnet.
Seit 1927 war er Mitglied der katholischen Studentenverbindung KDStV Schwarzwald Karlsruhe im CV.

## Werke
- Städtische Selbstverwaltung und Öffentliche Meinung. Heidelberg 1933.
- Der Einfluss der Maschine auf die Arbeitslosigkeit: Ein Beitrag zur Wirtschafts- und Sozialreform. Karlsruhe 1935.